# 麻浦大橋
麻浦大橋（マポデキョ、Mapo Bridge）は、韓国ソウル市の麻浦区龍江洞と永登浦区汝矣島洞の間に位置する、漢江に架かる橋としては漢南大橋につづき4番目に架けられた橋である。1970年に完成し、竣工当初は「ソウル大橋」、1984年に「麻浦大橋」に改称した。全長1.4km、幅25m、6車線。

## 近在の施設

### 麻浦区龍江洞側
- ソウルガーデンホテル
- トウォン子ども公園
- 麻浦駅

### 永登浦区汝矣島洞
- 国会議事堂 (大韓民国)
- 汝矣島漢江公園
- ザ・ヒュンダイ・ソウル(デパート)
- 汝矣島高等学校

## 自殺
韓国では自殺率が非常に高く、橋から飛び降りることもよくある。麻浦橋は 2007 年から 2012 年の間に 100 回以上の投身自殺があったということで知られ、「ソウル自殺橋」とも呼ばれた。
2013年7月26日、成在基(ソン・ジェギ)は男性に対するジェンダー不平等への注目を集め、「韓国の男たち」のために必要な資金を集めるように訴えようとして麻浦大橋から飛び降りた。転倒直後に救出作業が始まり、漢江の広範囲にわたる捜索が行われたが、遺体の回収には３日を要した。
サムスン生命保険は<2012年9月橋での自殺を阻止するため、励ましの雰囲気を醸成することを目的とした写真、言葉、銅像など「生命の橋」のメッセージを掲示した。
たとえば、橋の手すりには動きを感知するモーションセンサーが装備されており、（自殺予防の専門家や心理学者の協力を得て書かれた）短いフレーズが点灯し、特に幸せな家族の写真も表示された。
しかし、そのような対策も功を奏すことなく、2015年10月、サムスンは、これらの試みを諦め、最終的に自殺予防へのより物理的なアプローチに戻すため、照明とスローガンをやめ、橋の欄干を高くすることに変更した。

## ギャラリー

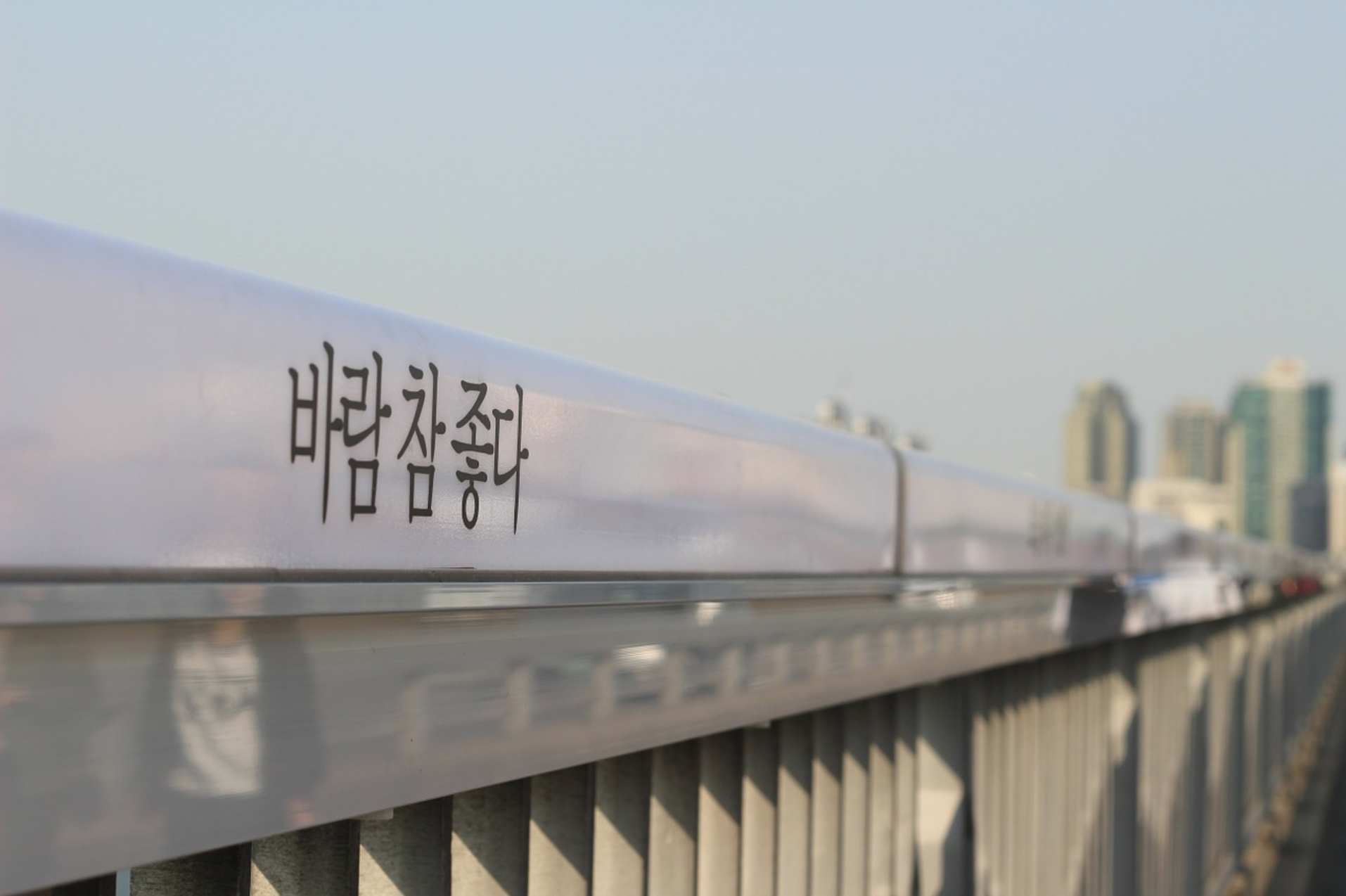
写真の手すりには「風がとても気持ちいい」と書かれている。